# 타라와 전투
타라와 전투(Battle of Tarawa)는 태평양 전쟁 당시 미군과 일본군이 벌인 전투이다. 타라와섬을 점거중인 일본군으로부터 빼앗기 위해 미군이 상륙전투를 벌였다. 1943년 11월 20일부터 23일에 일어난 전투였으며, 전투 장소는 길버트 제도의 타라와 섬이었다.

## 이미지

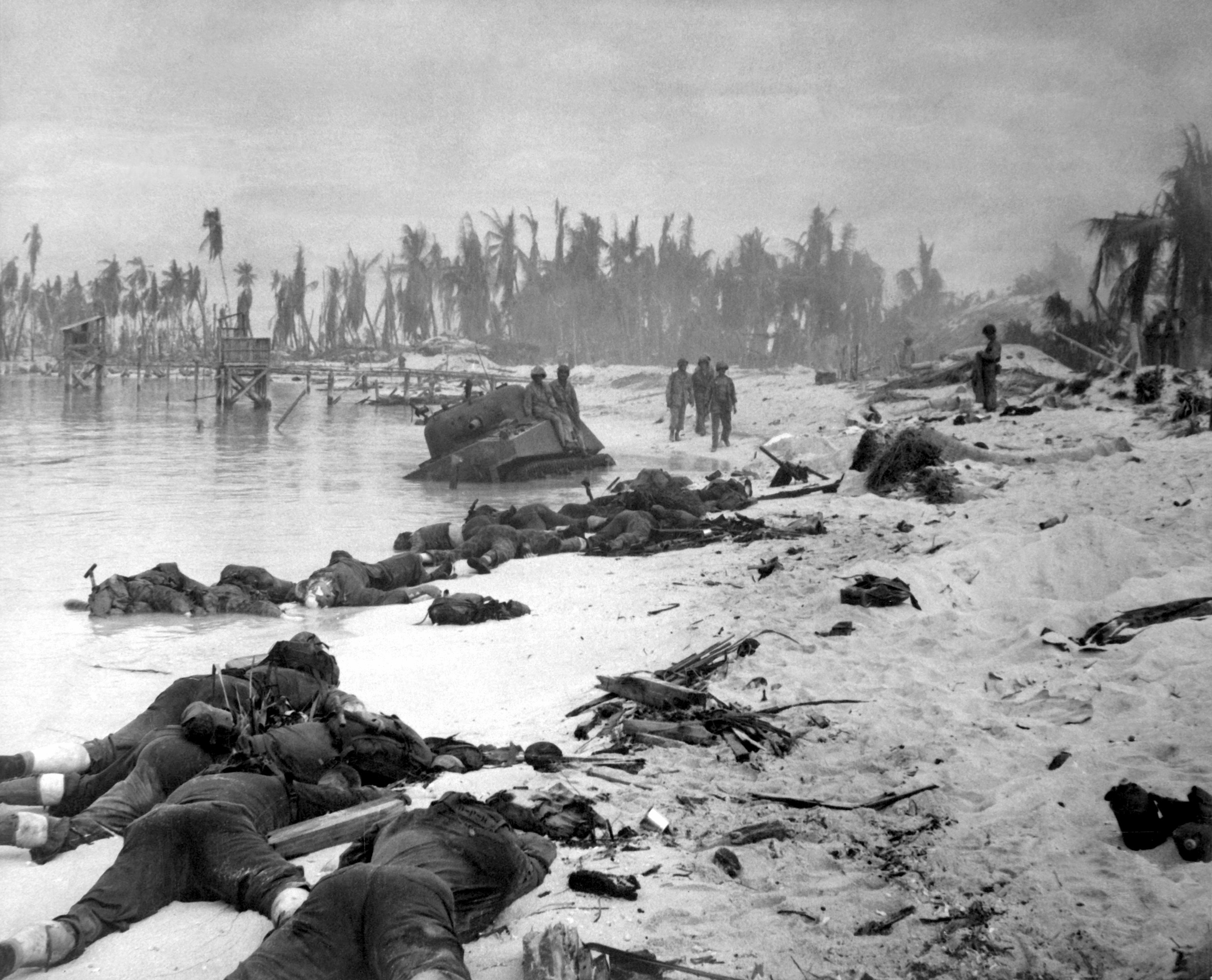
베티오 섬 해변의 모습이다.
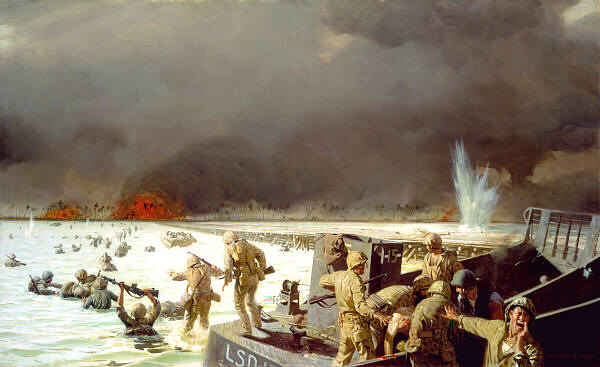
타라와 전투의 상륙 장면을 묘사한 기록화
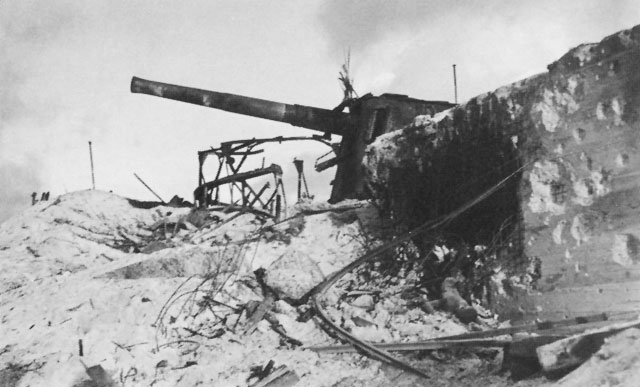
일본군의 8인치 대포.
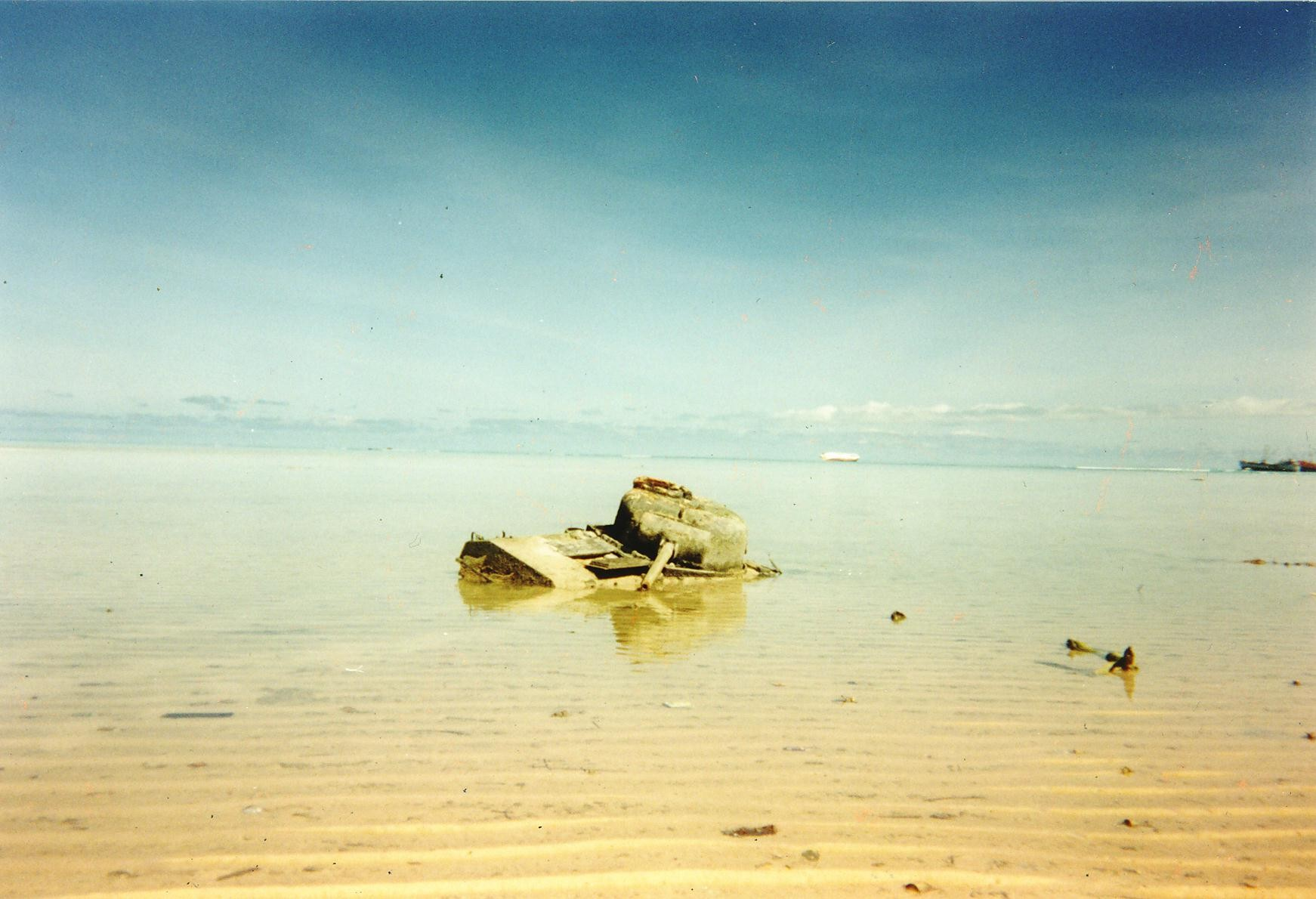
베티오 해변에 남아 있는 M4 셔먼 전차. 타라와 전투는 셔먼 전차가 투입된 첫 상륙 전투였다.

## 같이 보기
- 이오지마 전투
- 타라와급 강습상륙함